# Myosotis verna
Myosotis verna är en strävbladig växtart som beskrevs av Thomas Nuttall. Myosotis verna ingår i släktet förgätmigejer, och familjen strävbladiga växter. Inga underarter finns listade i Catalogue of Life.